# Grand Prix de Bordeaux
Ne doit pas être confondu avec le Grand Prix automobile de Bordeaux.
Le Grand Prix de Bordeaux ou Grand Prix de la ville de Bordeaux est une ancienne compétition internationale de vitesse en  cyclisme sur piste. Il y eut aussi un Grand Prix de Bordeaux de demi-fond.

## Histoire
Le Grand Prix de Bordeaux est créé en 1901 par Emilien Tauriac, directeur du vélodrome du Parc à Cauderan, affilié à l'U.V.F. A  partir de 1924, il a lieu  au vélodrome du Parc des sports, dirigé par Robert Hüe.  
Un premier Grand Prix est réservé aux régionaux amateurs et indépendants et une semaine plus tard se court un Grand Prix ouvert aux étrangers. 
Lucien Michard remporte le Grand Prix de vitesse 9 fois consécutives (1926-1934).

## Palmarès

### Vitesse professionnels
| Année     | Vainqueur          | Deuxième            | Troisième           |
| --------- | ------------------ | ------------------- | ------------------- |
| 1901,     | Thorvald Ellegaard | Diego Conelli       | Walter Rütt         |
| 1903      | Victor Dupré       |                     |                     |
| 1904,     | Gabriel Poulain    | Ezio Del Rosso      | Paul Bourotte       |
| 1905      | Gabriel Poulain    | Guus Schilling      | Walter Rütt         |
| 1906      | Sigmar Rettich     | Georges Deschamps   | Ludovic             |
| 1907      |                    |                     |                     |
| 1908,     | Victor Dupré       | Walter Rütt         | Julien Pouchois     |
| 1909,     | Gabriel Poulain    | Walter Rütt         | Victor Dupré        |
| 1910      | Julien Pouchois    | A. Fournous         | André Perchicot     |
| 1911      | Léon Hourlier      | Paul Didier         | Thorvald Ellegaard  |
| 1912      | Thorvald Ellegaard | Émile Friol         | André Perchicot     |
| 1913      |                    |                     |                     |
| 1914      | Léon Hourlier      | Paul Texier         | André Perchicot     |
| 1915-1918 | -                  | Non disputé         | -                   |
| 1919      | Robert Spears      | Marcel Dupuy        | Pierre Sergent      |
| 1920      | Robert Spears      | Charles Lanusse     | Paul Texier         |
| 1921      |                    |                     |                     |
| 1922      | Peter Moeskops     | Gabriel Poulain     | Ernest Kauffmann    |
| 1923      | Jean Cugnot        | Emile Rohrbach      | Daniel Fourgeau     |
| 1924,     | Maurice Schilles   | Gabriel Poulain     |                     |
| 1925,     | Ernest Kauffmann   | Lucien Michard      | Aloïs De Graeve     |
| 1926,     | Lucien Michard     | Mario Bergamini     | Lucien Faucheux     |
| 1927,     | Lucien Michard     | Mario Bergamini     | Lucien Faucheux     |
| 1928,     | Lucien Michard     | Lucien Faucheux     | Raymond Mourand     |
| 1929,     | Lucien Michard     | Lucien Faucheux     | Aloïs De Graeve     |
| 1930,     | Lucien Michard     | Raymond Mourand     |                     |
| 1931,     | Lucien Michard     | Louis Gérardin      | Raymond Mourand     |
| 1932,     | Lucien Michard     | Lucien Faucheux     | Louis Gérardin      |
| 1933,     | Lucien Michard     | Albert Richter      | Lucien Faucheux     |
| 1934,     | Lucien Michard     | Albert Richter      | Jef Scherens        |
| 1935-1937 | -                  | Non disputé         | -                   |
| 1938      | Louis Gérardin     | Louis Chaillot      | Lucien Michard      |
| 1939,     | Louis Gérardin     | Arie van Vliet      | Jef Scherens        |
| 1940      | -                  | Non disputé         | -                   |
| 1941      | Arie van Vliet     | Louis Gérardin      | Jean Noblet         |
| 1942      | Émile Gosselin     | Louis Gérardin      | Georges Senfftleben |
| 1943      | Jef Scherens       | Émile Gosselin      | Frans Van Looveren  |
| 1944-1948 | -                  | Non disputé         | -                   |
| 1949      | Arie van Vliet     | Jan Derksen         | Louis Gérardin      |
| 1952      | Reginald Harris    | Georges Senfftleben | Oscar Plattner      |
|           |                    |                     |                     |

### Vitesse amateurs et indépendants
| Année               | Vainqueur             | Deuxième        | Troisième       |  |
| ------------------- | --------------------- | --------------- | --------------- |  |
| 1901                | Jean-Charles Patedoye | A. Sarbarie     | A. Herbert      |  |
| 1903,               | A. Herbert            | A. Dupouye      | A. Roy          |  |
| 1906                | A. Tardieu            | G. Menjou       | L. Ragot        |  |
| 1907                | Daniel Fourgeau       | A. Tardieu      | E. Masson       |  |
| 1908,               | E. Loureau            | A. Tardieu      | Daniel Fourgeau |  |
| 1909                | A. Favre              | Paul Texier     | J. Apouey       |  |
| 1910 (amateurs)     | A . Bordes            | M. Tournis      | A. Bedin        |  |
| 1910 (indépendants) | A. Millox             | Henri Bellivier | J. Gaillard     |  |
| 1911 (amateur)      | E. Cailley            | J. Bustarret    | G. Soulé        |  |
| 1911 (indépendants) | Albert Tournié        | R. Etcheverry   | A. Millox       |  |
| 1912 (F.C.S.O.),    | Daniel Fourgeau       | Claudon         | Charles Lanusse |  |
| 1913                | R. Etcheverry         | A. Malderou     | R. Baillou      |  |
| 1914-1918           | -                     | Non disputé     | -               |  |
| 1919                | Fournous              | Charles Lanusse | R. Etcheverry   |  |
| 1920,               | Charles Lanusse       | Emile Rohrbach  | Camille Laborde |  |
| 1921,               | Albert Cantou         | Daniel Fourgeau | R. Lamaison     |  |
| 1922                | Charles Lanusse       | Marcel Verdeun  | Roger Loche     |  |
| 1923                | Charles Lanusse       | Daniel Fourgeau | Roger Loche     |  |
|                     |                       |                 |                 |  |
| 1945                | Jacques Lohmüller     |                 |                 |  |

### Demi-fond

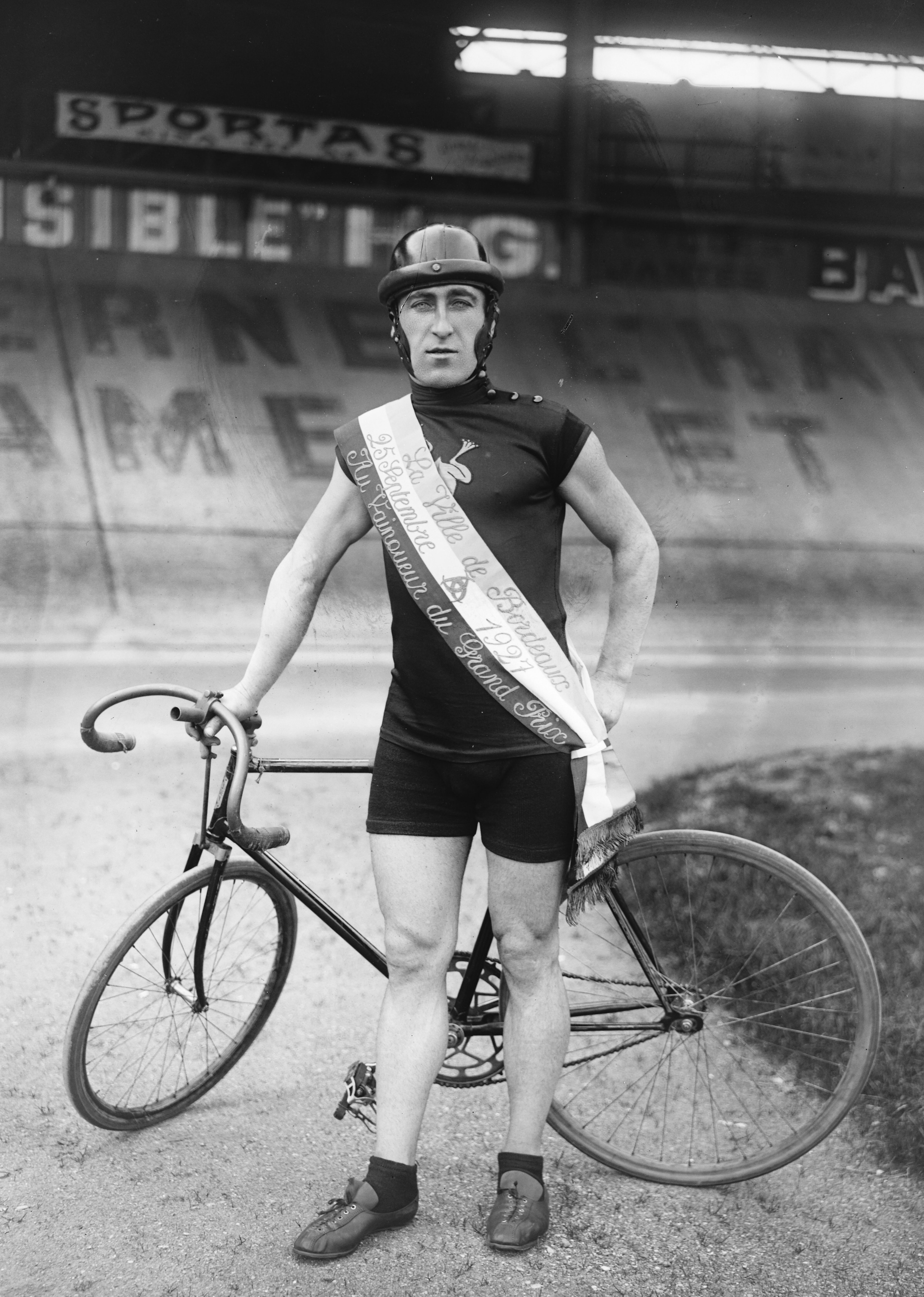
Henri Bréau, portant l'écharpe du vainqueur du Grand Prix de Bordeaux de demi-fond, 1927.

| Année                   | Vainqueur         | Deuxième                   | Troisième                              |
| ----------------------- | ----------------- | -------------------------- | -------------------------------------- |
| 1903 (amateurs)         | A. Herbert        | R. Puissant                | E. Sauzeau                             |
| 1903 (professionnels)   | Palasset          | Gaborias                   | Boisseau                               |
| 1905 (amateurs)         | Edmond Luguet     | A. Tardieu                 | Lalanne                                |
| 1906                    | Edmond Luguet     | P. Pardier                 |                                        |
| 1908 (amateurs)         | Réné Chazeau      | F. Larrue                  | F. Fourès                              |
| 1909 (amateurs)         | F. Larrue         | E. Pouquet                 | Réné Chazeau                           |
| 1910                    | Desplantes        |                            |                                        |
| 1911 (indépendants)     | Albert Tournié    | Marcel Beylac              | H. Dumas                               |
| 1912                    | E. Lauzerte       | J. Gaillard                | Borras                                 |
| 1912 (professionnels)   |                   |                            |                                        |
| 1912 (indépendants)     | Albert Tournié    | Favre                      | Sicard                                 |
| 1912 (F.S.C.O)          | Bariteau          | Chazeaud                   | Ferret                                 |
| 1913                    | Louis Luguet      | Oscar Egg                  | Octave Lapize                          |
| 1914-1918               | -                 | Non disputé                | -                                      |
| 1919                    | Georges Sérès     | Victor Linart              | Léon Didier                            |
| 1920 (derrière motos),  | Victor Linart     | Georges Sérès              | Marcel Godivier                        |
| 1920 (derrière tandem)  | René Apouey       | M. Delbos                  | Marcel Beylac                          |
| 1921 (derrière tandem), | Louis Luguet      | Maurice Brocco             | Marcel Berthet                         |
| 1922                    |                   |                            |                                        |
| 1923                    |                   |                            |                                        |
| 1924,                   | Victor Linart     | Georges Sérès              | Émile Aerts                            |
| 1925,                   | Émile Pinault     | Georges Sérès              | Maurice Bénassac                       |
| 1926,                   | Émile Pinault     | Duclair                    | Maronnier, Maurice Bénassac (ex aequo) |
| 1927                    | Henri Bréau       | Henri Sausin               | Émile Pinault                          |
| 1928,                   | Giovanni Manera   | Henri Bréau                | Georges Paillard                       |
| 1929,                   | Henri Bréau       | Adelin Benoît              | Robert Grassin                         |
| 1930,                   | François Urago    | Giovanni Manera            | Adelin Benoît                          |
| 1931,                   | Charles Lacquehay | Giovanni Manera            | Henri Wynsdau                          |
| 1932                    | Auguste Wambst    | Jean Maréchal              | Walter Sawall                          |
| 1933                    | -                 | Annulé à cause de la pluie | -                                      |
| 1934,                   | Auguste Wambst    | Georges Ronsse             | Robert Grassin                         |
| 1941                    | Georges Paillard  | Henri Lemoine              | Ernest Terreau                         |
| 1942,                   | August Meuleman   | Henri Lemoine              | Jean Maréchal                          |
| 1946,                   | Henri Lemoine     | Elia Frosio                | Jacques Besson                         |
| 1947                    | Jacques Besson    | Louis Chaillot             | Raoul Lesueur                          |
| 1948,                   | August Meuleman   | Henri Lemoine              | Raoul Lesueur                          |
| 1949                    | Elia Frosio       | Fournier                   | Gabriel Claverie                       |
| 1949 (derrière derny)   | Jacques Moujica   | Guy Lapébie                | Émile Carrara                          |
| 1950 (derrière derny)   | Robert Desbats    | Dolhats                    | Latorre                                |
|                         |                   |                            |                                        |